# Phillipsburg (Kansas)
Phillipsburg – miasto w Stanach Zjednoczonych, w stanie Kansas, siedziba administracyjna hrabstwa Phillips.